# Oqayba
Aqîbê (tiếng Ả Rập: عقيبة của Oqayba, cũng đánh vần là Aqiba, Akibah hoặc Agiba) là một ngôi làng ở miền bắc Syria, một phần hành chính của Tỉnh Aleppo, nằm ở phía tây bắc Aleppo. Các địa phương lân cận bao gồm Afrin và Baselhaya ở phía tây bắc, Ibbin, Deir Jamal và Tell Rifaat ở phía đông bắc, Nubl ở phía nam, Barad ở phía tây nam và Kimar ở phía tây. Theo Cục Thống kê Trung ương Rojava, Aqîbê có dân số 5600 người trong cuộc điều tra dân số năm 2015. Aqîbê đã nằm dưới sự kiểm soát của người Kurd kể từ tháng 3 năm 2013.